# Veliki Ločnik
Veliki Ločnik – wieś w Słowenii, w gminie Velike Lašče. W 2018 roku liczyła 131 mieszkańców.